# 20 de juliol
El 20 de juliol és el dos-cents unè dia de l'any del calendari gregorià i el dos-cents dosè en els anys de traspàs. Queden 164 dies per finalitzar l'any.

## Esdeveniments
Països Catalans
- 1280 - Capitulació de Balaguer davant del setge de Pere el Gran contra els nobles revoltats dels comtats de Foix i de Pallars.
- 2010:
  - Fundació del partit polític Solidaritat Catalana per la Independència.
  - Entrada en vigor del Codi de Consum de Catalunya.

Resta del món

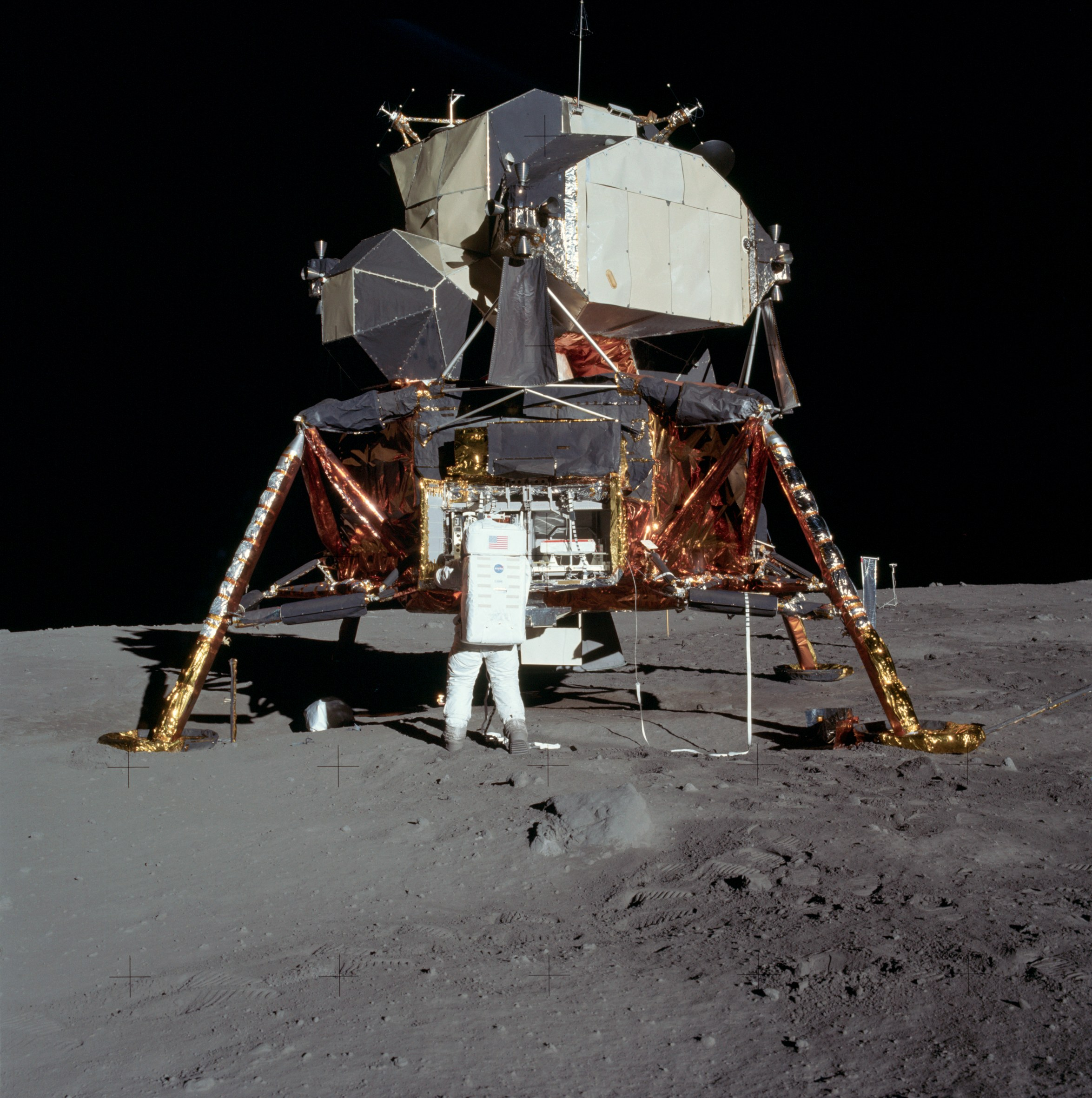
Buzz Aldrin a la Lluna

- 70 - Setge de Jerusalem: Tit, fill de l'emperador Vespasià, ataca la Fortalesa Antonia, al nord del Mont del Temple. L'exèrcit romà acaba enfrontant-se en lluites de carrer amb els zelotes.
- 792 - Kardam de Bulgària derrota l'emperador romà d'Orient Constantí VI en la batalla de Marcellae.
- 911 - Rol·ló inicia el setge de Chartres.
- 1189 - S'investeix oficialment a Ricard I d'Anglaterra com a duc de Normandia.
- 1304 - Guerra de la Independència d'Escòcia: El rei Eduard I d'Anglaterra conquereix el castell de Stirling amb trabuquets.
- 1402 - Tamerlà, governador de l'Imperi timúrida, derrota les forces del sultà de l'Imperi Otomà Baiazet I en la batalla d'Ankara.
- 1520 - Mèxic: batalla d'Otumba, on Hernán Cortés derrota definitivament els asteques.
- 1592 - Durant la primera invasió japonesa de Corea, les forces nipones comandades per Toyotomi Hideyoshi capturen Pyongyang, malgrat que finalment no va poder mantenir-s'hi.
- 1651 - Escòcia: A la batalla d'Inverkeithing, l'exèrcit anglès, comandat pel major general John Lambert, derrota l'exèrcit escocès, dirigit per John Brown of Fordell i en nom de Carles II.[1]
- 1738 - L'explorador canadenc Pierre Gaultier de Varennes et de La Vérendrye assoleix la costa occidental del llac Michigan.
- 1799 - Tekle Giyorgis I comença el seu primer de sis regnats com a emperador d'Etiòpia.
- 1807 - Napoleó Bonaparte premia Nicéphore Niépce amb la patent del Pyréolophore, el primer motor de combustió interna del món, després d'aconseguir que un vaixell remuntés el riu Saona.
- 1810 - Colòmbia esdevé independent d'Espanya.
- 1923 - Pancho Villa mor assassinat a l'entrada de Parral.
- 1944 - Berlín: Falla l'intent d'assassinar a Hitler amb una bomba, portat a terme per Klaus Von Stauffenberg.
- 1958 - Caracas (Veneçuela): L'oposició s'uneix en un front cívic revolucionari cubà contra la dictadura de Batista amb la signatura del Pacte de Caracas.[2]
- 1959 - L'Estat espanyol ingressa a l'OCDE.
- 1969 - mar de la Tranquil·litat (la Lluna): el mòdul lunar «Eagle» de la nau Apollo 11, llançada per la NASA, hi aterra amb èxit amb dos dels tres tripulants; per primera vegada l'home trepitja un astre distint de la Terra.
- 1970 - El franquista José Luis Villar Palasí, ministre d'Educació espanyol, signa el decret que abolia l'antic curs preuniversitari i el substituïa pel Curs d'Orientació Universitària (COU).[3]
- 1980 - El tirador soviètic Aleksandr Melentiev bat el rècord mundial de 50 metres pistola en fase de qualificació amb 581 punts.
- 1985 - Bruges (Flandes): Inauguració del nou port marítim de Zeebrugge i del Boudewijnkanaal eixamplats.
- 1990 - Londres (Anglaterra): L'IRA Provisional (PIRA) fa explotar una bomba al International Stock Exchange.
- 2001 - Gènova (Itàlia): l'activista antiglobalització italià Carlo Giuliani és assassinat per un agent de policia en el transcurs de les manifestacions contra la reunió del G8.
- 2002 - Lima (Perú): Un incendi en una discoteca mata més de 25 persones.
- 2002 - Sicília (Itàlia): Vuit persones moren i mig centenar resulten ferides en el descarrilament d'un tren.
- 2005 - Canadà es converteix en el quart estat del món que despenalitza el matrimoni entre homosexuals, després que l'acta C-38 rebi el vistiplau reial.
- 2011 - Espanya: La Banca Privada d'Andorra compra el 100% de les accions del Banco de Madrid a la caixa d'estalvis Kutxa.
- 2013 - Tibet: Kunchok Sonam, un jove monjo budista de 18 anys, s'immola en protesta a l'ocupació xinesa del Tibet.[4]
- 2021 - Perú: el Jurat Nacional d'Eleccions (JNE) declara oficialment Pedro Castillo nou President de la República del Perú davant les impugnacions de Keiko Fujimori.

## Naixements
Països Catalans
- 1884 - Barcelona, província de Barcelona: Joan Baptista Lambert i Caminal, compositor, director i pedagog català (m. 1945).
- 1894 - Girona, Gironès: Fidel Aguilar i Marcó, escultor català.
- 1900 - Reus, Baix Camp: Salvador Torrell i Eulàlia, llibreter i editor català.
- 1913 - Granollers, Vallès Oriental: Maria Josefa de Riba i Salas, tenista catalana (m. 2008).[5]
- 1921 - Castelló de la Plana, Plana Alta: Piedad Ortells Agut, advocada i política valenciana, diputada a les Corts Valencianes (m. 2007).[6]
- 1933 - Barcelona, Barcelonès: Jacint Borràs i Manuel, empresari, polític i dirigent esportiu català.
- 1949 - Barcelona: María del Carmen Gómez Muntané, musicòloga catalana.[7]
- 1953 - Valls, Alt Camp: Margarida Aritzeta i Abad, escriptora catalana.[8]
- 1973 - Vallfogona de Balaguer, Noguera: Josep Oms i Pallisé, jugador d'escacs català, Gran Mestre des de 2007.

Resta del món
- 323 aC: Alexandre el Gran, rei de Macedònia, conqueridor de l'Imperi Persa.
- 1304, Arezzo, Itàlia: Francesco Petrarca, poeta italià.[9]
- 1519, Bolonya, Estats Pontificis: Innocenci IX, papa de l'Església Catòlica.
- 1553, Pamplona, Navarra: Martin de Rada, missioner a les Filipines i a la Xina.[10]
- 1725, Saragossa, Espanya: Joaquín Ibarra, editor espanyol.
- 1737, Madrid, Espanya: Nicolás Fernández de Moratín, poeta, prosista i dramaturg espanyol.
- 1754, París, Regne de França: Destutt de Tracy, filòsof francès.
- 1766, Broomhall, Escòcia: Thomas Bruce, setè comte d'Elgin, diplomàtic, militar i col·leccionista anglès, famós per les escultures que es va endur del Partenó d'Atenes (m. 1841).
- 1774, Châtillon-sur-Seine, Regne de França: Auguste Marmont, militar francès.
- 1789, Constantinoble, Imperi Otomà: Mahmut II, soldà otomà.
- 1804, Lancaster, Anglaterra: Richard Owen, biòleg i paleontòleg anglès (m. 1892).[11]
- 1822, Heinzendorf, Imperi Austríac: Gregor Mendel, botànic austríac.[12]
- 1847, Berlín, Confederació Germànica: Max Liebermann, pintor alemany d'origen jueu (m. 1935).[13]
- 1854, Limós, Aude: Marie Petiet, pintora francesa (m. 1893).[14]
- 1859, Hamburg, Imperi Alemany: Otto Warburg, botànic alemany.
- 1864, Karlbo, Suècia: Erik Axel Karlfeldt, poeta suec.
- 1868, Salta, Argentina: José Félix Uriburu, militar i polític argentí, President de l'Argentina (1930-1932).
- 1871, Hannibal, EUA: William W. Bishop, bibliotecari estatunidenc.
- 1873, Santos Dumont, Brasil: Alberto Santos-Dumont, aviador, inventor i enginyer brasiler.
- 1890:
  - L'Havana, Espanya: Gonzalo Roig, músic, compositor i director musical cubà.
  - Bolonya, Regne d'Itàlia: Giorgio Morandi, pintor italià.
- 1894, Saint-Nazaire, Loira Atlàntic: Odette du Puigaudeau, Rabat, Marroc, 19 de juliol de 1991) etnòloga i exploradora francesa.[15]
- 1895, Bácsborsard, Imperi Austrohongarès: László Moholy-Nagy, fotògraf i pintor hongarès.[16]
- 1897, Włocławek, Polònia: Tadeusz Reichstein, metge suís.[17]
- 1919, Auckland, Nova Zelanda: Edmund Hillary, explorador i alpinista neozelandès.
- 1921, Londres, Anglaterra: Henri Alleg, periodista i assagista franco-algerià.
- 1923, Neuteich, Ciutat Lliure de Danzig: Elisabeth Becker, guardiana de camp de concentració alemanya.
- 1924, Naarden, Països Baixos: Hans Lodeizen, poeta neerlandès.
- 1925:
  - Fort-de-France, Martinica: Frantz Fanon, teòric marxista martiniquès.
  - París, França: Jacques Delors, polític francès, president de la Comissió Europea[18] (m. 2023).
- 1927, Dresden, Alemanya: Michael Gielen,compositor i director d'orquestra nacionalitzat austríac.[19]
- 1932, Seül, Corea del Sud: Nam June Paik, videoartista sud-coreà.[19]
- 1933, Providence, EUA: Cormac McCarthy, escriptor estatunidenc.
- 1937, Alto Bío-Bío, Xile: Berta Quintremán Calpán, activista política maputxe pewenche.[20]
- 1938:
  - Doncaster, Anglaterra: Diana Rigg, actriu anglesa.
  - San Francisco, EUA: Natalie Wood, actriu estatunidenca.
  - Leningrad, URSS: Aleksei Iúrievitx Guerman, guionista i director de cinema rus.
- 1939, Chicago ːJudy Chicago, artista pionera de l'art feminista estatunidenca.[21]
- 1943, Bulls, Nova Zelanda: Chris Amon, pilot de F1 neozelandès.
- 1947:
  - Frankfurt del Main, RFA: Gerd Binnig, físic alemany.[22]
  - Jalisco, Mèxic: Carlos Santana, guitarrista mexicà.
  - Notre-Dame-de-Bellecombe, França: Colette Alliot-Lugaz, soprano francesa.[23]
- 1955, Ferrol, Galícia: Arsenio Fernández de Mesa y Díaz del Río, polític espanyol del PP.
- 1960, Kortezubi, País Basc: Federico Etxabe Musatadi, ciclista basc.
- 1962, Darlington, Anglaterra: Julie Bindel, escriptora i feminista anglesa.[24]
- 1964, Seattle, EUA: Chris Cornell, cantautor estatunidenc.
- 1965, Wangen im Allgäu, Alemanya: Patricia Watson-Miller pilot britànica de ral·lis de motos.[25]
- 1966, Atlacomulco, Mèxic: Enrique Peña Nieto, polític mexicà, president de Mèxic.
- 1969, Pavia, Itàlia: Giovanni Lombardi, ciclista italià.
- 1973, Ciutat de Mèxic, Mèxic: Roberto Orci, guionista i productor de cinema i televisió mexicà.
- 1975, Merced, EUA: Ray Allen, jugador de bàsquet estatunidenc.
- 1980, Horizontina, Brasil: Gisele Bündchen, model brasilera.
- 1985, Makíivka, RSS Ucraïna: Ievhèn Seleznov, futbolista ucraïnès.
- 1989, Zanjan, Iran: Elnaz Rekabi, escaladora esportiva iraniana.
- 1990, Schœlcherː Wendie Renard, defensa de la selecció francesa de futbol.[26]
- 1993, Meaux, França: Lucas Digne, futbolista francès.

## Necrològiques
Països Catalans
- 1936 - Barcelona, Barcelonès: Francisco Ascaso, anarcosindicalista espanyol, militant de la CNT.
- 1984 - Alzira, Ribera Alta: Josep Antoni Villaescusa, activista polític català, militant de Terra Lliure.
- 1988 - Barcelona: Maria Carbonell i Mumbrú, pianista catalana (n. 1911).[27]
- 1944 - València, l'Horta: Ricard Muñoz i Carbonero, metge, professor i polític valencià.
- 1996 - Palma, Mallorca: Miquel Àngel Riera Nadal, escriptor mallorquí.[28]
- 2008 - Vic, Osona: Andreu Colomer i Munmany, empresari i mecenes català.
- 2013 - Barcelona: Núria Tortras i Planas, escultora catalana.[29]
- 2018:
  - Barcelona, Barcelonès: María Dolores Gispert Guart, actriu de veu i locutora catalana.[30]
  - Olesa de Montserrat, Baix Llobregat: Macari Gómez Quibus, cartellista de cinema català.
- 2024 - Barcelona, Barcelonès: Fermí Puig i Botey, cuiner català.

Resta del món
- 1500 - Granada: Miquel da Paz, aristòcrata castellà, infant de Portugal i príncep d'Astúries.
- 1520 ca. - París (França): Henri Estienne el Vell, impressor, editor i humanista francès.
- 1775 - Bèrgamː Anna Maria Strada, soprano italiana del segle XVIII, una de les cantants preferides de Georg Friedrich Händel.[31]
- 1866:
  - Osaka (Japó): Tokugawa Iemochi, militar japonès, 45è shogun.
  - Verbania (Regne d'Itàlia): Bernhard Riemann, matemàtic alemany.
- 1903 - El Vaticà: Lleó XIII, cardenal italià, 256è Papa de Roma (n. 1810).[32]
- 1922 - Leningrad (RSF Rússia): Andrei Màrkov, matemàtic rus (n. 1856).[33]
- 1923 - Parral (Mèxic): Pancho Villa, militar revolucionari mexicà.[34]
- 1926 - Moscou (URSS): Fèliks Dzerjinski, polític soviètic, dirigent i fundador de les txeques.
- 1936 - Estoril (Portugal): José Sanjurjo, militar espanyol (n. 1872).[35]
- 1937 - Roma (Itàlia): Guglielmo Marconi, inventor italià, Premi Nobel de Física del 1909 (n. 1874).[36]
- 1942 - París (França): Germaine Dulac, directora, productora i guionista de cinema francesa (n. 1882).[37]
- 1944 -Biebrich, Wiesbaden, Hessen (Alemanya): Ludwig Beck, militar alemany, Cap de l'Estat Major de l'Exèrcit Alemany Nazi (n. 1880).[38]
- 1945 - París (França): Paul Valéry, escriptor francès.[39]
- 1962 - Seraing (Bèlgica): André Renard, sindicalista i federalista való.
- 1973 - Hong Kong: Bruce Lee, actor estatunidenc d'arts marcials.
- 1975 – Los Angeles (EUA): Richard Gaines, actor estatunidenc.
- 1981 - Atenes (Grècia): Dimítrios Khatzís, periodista i escriptor grec.
- 1989 - Atenes (Grècia): Giannis Tsarukhis, pintor grec.
- 1994 - Veurne (Bèlgica): Paul Delvaux, pintor flamenc (n. 1897).[40]
- 1995 - Brussel·les (Bèlgica): Ernest Mandel, economista i polític belga.
- 2001 - 
  - Gènova (Itàlia): Carlo Giuliani, activista antiglobalització italià.
  - Múnic: Eva Busch, cantant popular i de cabaret alemanya (n. 1909).[41]
- 2004 - Madrid (Espanya): Antonio Gades, ballarí i coreògraf valencià.
- 2011 - Londres (Anglaterra): Lucian Freud, pintor realista alemany.[42]
- 2013 - Washington DC (EUA): Helen Thomas, periodista i escriptora estatunidenca (n. 1920).[43]
- 2016 - Dacs (Occitània): Dominique Arnaud, ciclista occità.
- 2017 - Palos Verdes Estates (EUA): Chester Bennington, cantant estatunidenc.
- 2019 - L'Havana (Cuba): Roberto Fernández Retamar, poeta, assagista, crític literari i promotor cultural cubà.
- 2020 - Moscou (Rússia): Víktor Txíjikov, il·lustrador i dissenyador gràfic rus.

## Festes i commemoracions
- Colòmbia - Dia de la Independència.

### Santoral[44]

#### Església Catòlica[45]
- Sants al Martirologi romà (2011): Elies, profeta (segle ix aC); Just d'Eleuteròpolis, bisbe, seguidor de Jesús (s. I); Apol·linar de Ravenna, bisbe i màrtir (ca. 200); Margarida d'Antioquia, màrtir (305); Frumenci d'Aksum, bisbe (360); Aureli de Cartago (ca. 430); Flavià II d'Antioquia (512) i Elies I de Jerusalem, patriarques; Vulmar de Samer, eremita (697); Pau de Còrdova, diaca màrtir (851); Magdalena Yi Yong-hui, Teresa Yi Mae-im, Marta Kim Song-im, Llúcia Kim, Rosa Kim, Anna Kim Chang-gum, Maria Won Kwi-im i Joan Baptista Yi Kwang-nyol, màrtirs (1839); José María Díaz Sanjurjo, bisbe màrtir (1857); Léon-Ignace Mangin, Paul Denn i Maria Zhou Wuzhi, màrtirs (1900); Maria Fu Guilin, Maria Zhao Guozhi, Rosa Zhao i Maria Zhao, màrtirs (1900); Pere Zhou Rixin, màrtir (1900); Xi Guizi, màrtir (1900).
  - Beats: Bernat de Hildesheim, abat (1154); Rita Pujalte y Sánchez i Francisca Aldea y Araujo, monges màrtirs (1936).
- Sants: Wilgefortis o Lliberada, màrtir llegendària (130); Sabí, Julià, Màxim, Macrobi, Càssia, Paula i companys màrtirs de Damasc; Rètic d'Autun, bisbe (334); Lucà de Säben, abat (s. V); Severa de Trèveris, abadessa (646) i, a partir d'ella Severa de Gallifa, santa llegendària; Ansegís de Fontenelle, abat (833); Ethelwitha de Winchester, vídua d'Alfred el Gran, reina (903); a Noruega: Thorlak Thórhallsson, bisbe (1193).
- Beats: Margarida d'Ypern, mística (1237); Gregorio López, eremita a Mèxic (1596); a Wroclaw: Ceslau de Wroclaw, religiós (1242).
- Venerables: Johannes von Lenzingen, abat (1547).

#### Església Armènia
- 1 Hrotits: Asti de Dirràquium, bisbe màrtir (s. II).

#### Església Copta
- 13 Abib: Abamon de Toukh, màrtir; Bisentaos de Keft, bisbe; Xenuda, màrtir (s. VII).

#### Església Ortodoxa (segons el calendari julià)
- Se celebren els corresponents al 2 d'agost del calendari gregorià.

#### Església Ortodoxa (segons el calendari gregorià)
Corresponen als sants del 7 de juliol del calendari julià.
- Sants: Màrtirs de Dirràquium (s. II); Pantè de Sicília, catecumen (200); Epictet i Astió d'Escítia, preveres màrtirs (290); Evangelos de Tomi, bisbe màrtir (284-305); Ciríac de Roma, diaca i màrtir (305); Ciríaca de Nicomèdia, màrtir (307); Acaci Klímax del Sinaí, monjo (s. V); Tomàs de Maleon (s. X); Sergi de Ràdonezh, abat (1392); Eufrosina de Moscou, gran duquessa (1407);Nicó de Ràdonezh, monjo (1426); Pavel, prevere màrtir (1918); Lídia, Kiril i Alexej, màrtirs (1926)

##### Església Ortodoxa Grega
- Sants: Eustaqui, màrtir; Policarp el Jove, màrtir.

#### Esglésies luteranes
- Elies, profeta (Lutheran Church Missouri Synode); Margarida d'Antioquia, màrtir (Evangelische Kirche im Deutschland)

#### Església anglicana
- Margarida d'Antioquia, màrtir; Bartolomé de las Casas (Evangelical Lutheran Church in America).